# Геймпад

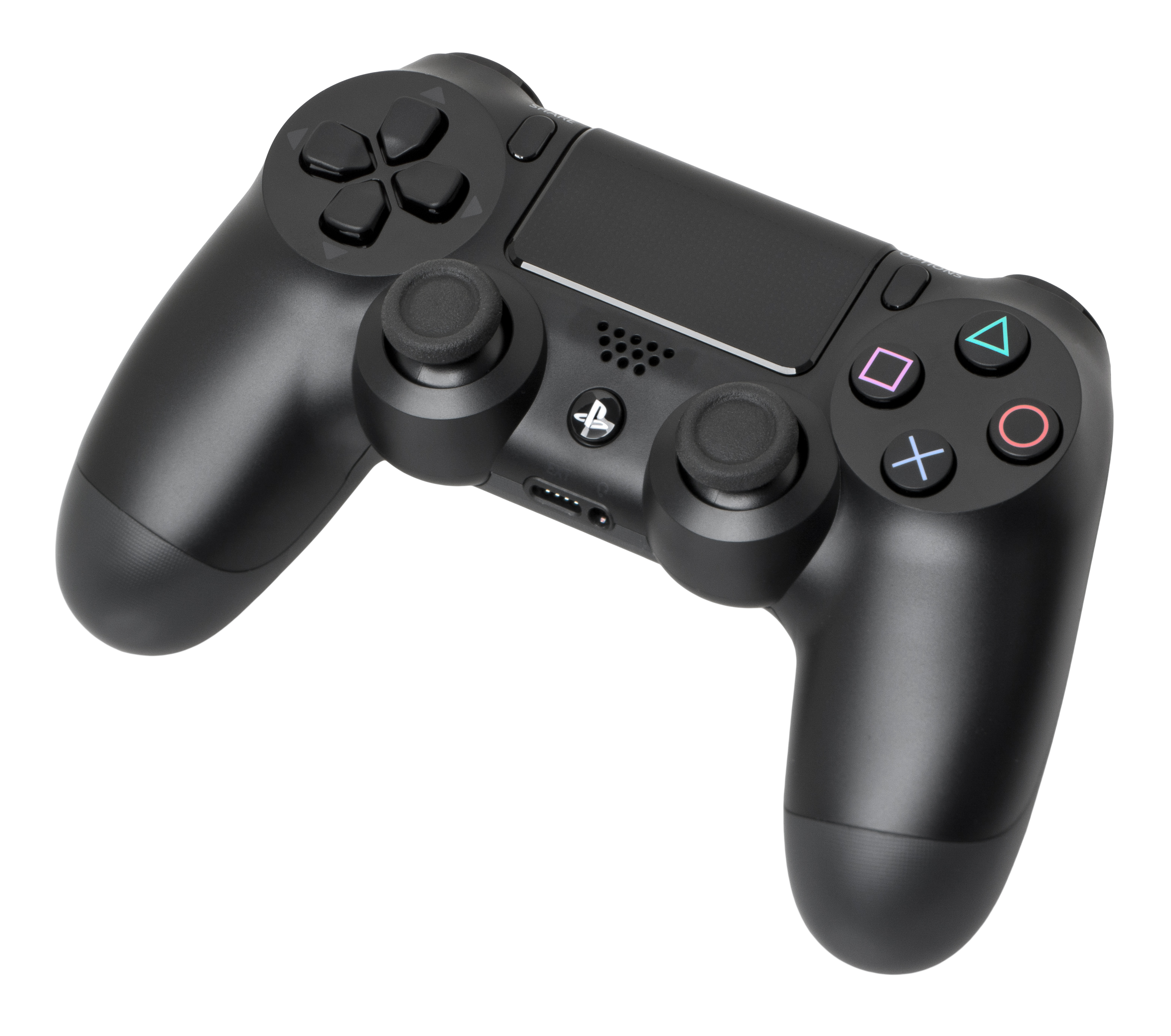
Геймпад DualShock 4

Геймпад, або ґеймпад (англ. Gamepad) — пристрій введення для двох рук, що використовується для керування ігровим процесом відеогри, передусім на гральній консолі. Геймпади можуть бути як дротовими так і бездротовими, універсальними, чи тільки для одного типу пристроїв.

## Елементи керування геймпада
- D-pad (англ. Direction-pad) — кнопка у вигляді хрестовини чи кола, що об'єднує в собі чотири або вісім напрямів. Призначена для керування рухом або, в сучасних геймпадах, також для додаткових опцій (вибір відповіді в діалозі, зміна спорядження тощо).
- Кнопки дії (англ. Action buttons) — дають можливість взаємодіяти з об'єктами ігрового світу. Взяти, кинути, зачепитися, вистрілити і т. д.
- Бокові клавіші (англ. Bumpers) — додаткові кнопки, що розташовуються в основному на передньому краю геймпада під вказівними пальцями. На відміну від тригерів, є звичайними кнопками, без аналогових можливостей
- Спускові гачки (англ. Triggers) — кнопки, що розташовуються під середніми чи вказівними пальцями. Часто відповідають за стрілянину. На геймпадах з'явилися зі збільшенням складності ігор, аби відокремити функцію стрільби від загальних дій. Нерідко до них прив'язуються й інші функції, які зручно відокремлювати від основних функцій, прив'язаних до кнопок дії.
- Аналоговий стік — частина на базі контролера на кшталт джойстика. Основна функція — орієнтування в тривимірному просторі. Часто геймпади мають два стіка, де один відповідає за переміщення персонажа, а другий за огляд ігрового світу. Позбавлений будь-яких додаткових кнопок, винятком є можливість натискання на сам стік. Ця функція застосовується для додаткових дій, розширюючи тим самим функціональність пристрою.
- Службові кнопки (Start, Select, Mode, Back) — кнопки, що забезпечують контроль за самим ігровим процесом (пауза під час гри, виклик меню опцій гри, зміна режиму роботи геймпада).
- Сенсорна панель/екран — деякі сучасні геймпади обладнані такими пристроями введення, що дозволяють здійснювати точні маніпуляції в грі та поза нею, як-от із тачпадом ноутбуків. Так, DualShock 4 має сенсорну панель, а геймпад Wii U — сенсорний екран.

## Зворотний зв'язок
У багатьох геймпадах передбачена можливість відповіді на дії гравця чи події гри (поранення, вибухи) у вигляді тактильного зворотного зв'язку (Force feedback): вібрації, відхилення.